# Lars Schiøtt Sørensen
Lars Schiøtt Sørensen (født 16. juli 1963) er professor (deltids) ved NJTech, forsker og associate professor ved Danmarks Tekniske Universitet. Er endvidere udpeget som studieleder på uddannelsen master i brandsikkerhed og var ansvarlig for oprettelsen af denne i perioden 1998-1999. Har været studieleder i mere end 15 år.
Sørensen blev uddannet civilingeniør fra Aalborg Universitet i 1990 og ph.d. fra DTU i 1998. Efter nogle år som rådgivende ingeniør valgte han en karriere som forsker og og underviser på DTU.
Han har opfundet og udviklet en metode og et tilhørende instrument til måling af bygningers varmetab, via et 5-lags termisk system, som gør det muligt på kort tid, at måle U-værdier på bygningsdele. Endvidere har han udviklet en metode og et system for måling af stråling og konvektion fra brande.
Lars Schiøtt Sørensen har skrevet ca. 70 publikationer, flere til internationale tidsskrifter og konferencer. Han har fungeret som ekspertvidne i en række retssager på brandområdet. I perioden 2002-2021 deltog han i flere tv-programmer om brandefterforskning, viden om brand m.v.
Viden siden af universitetet, indehaver og direktør i virksomhed, der bl.a. arbejder med energimålinger, samt syn og skøn.